# Малл-оф-Кінтайр
55°18′39″ пн. ш. 5°48′14″ зх. д. / 55.31083° пн. ш. 5.80389° зх. д.
Малл-оф-Кінтайр (англ. Mull of Kintyre, скотс. Moil o Kintyre) — мис, найпівденніший край півострова Кінтайр (колишній Кантайр) на південному заході Шотландії. Звідси в спокійний і ясний день видно узбережжя Антрім у Північній Ірландії, а історичний маяк, другий введений в експлуатацію в Шотландії, керує судноплавством у проміжному Північному каналі. Цей район увічнено в популярній культурі хітом 1977 року «Mull of Kintyre», виконаним тодішньою групою мешканця Кінтайра Полом Маккартні, Wings.
Малл-оф-Кінтайр знаходиться на крайньому південно-західному краю півострова Кінтайр, приблизно в 16 кілометрах від Кемпбелтауна в Аргайл-і-Б'ют, західна Шотландія. Це приблизно за 13 кілометрів за найпівденнішим селом півострова Саутенд, і до нього можна дістатися одноколійною дорогою.

## Галерея

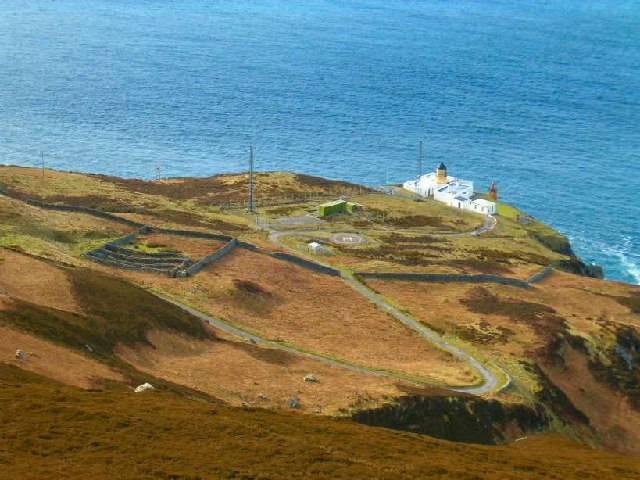
Маяк Малл-оф-Кінтайр
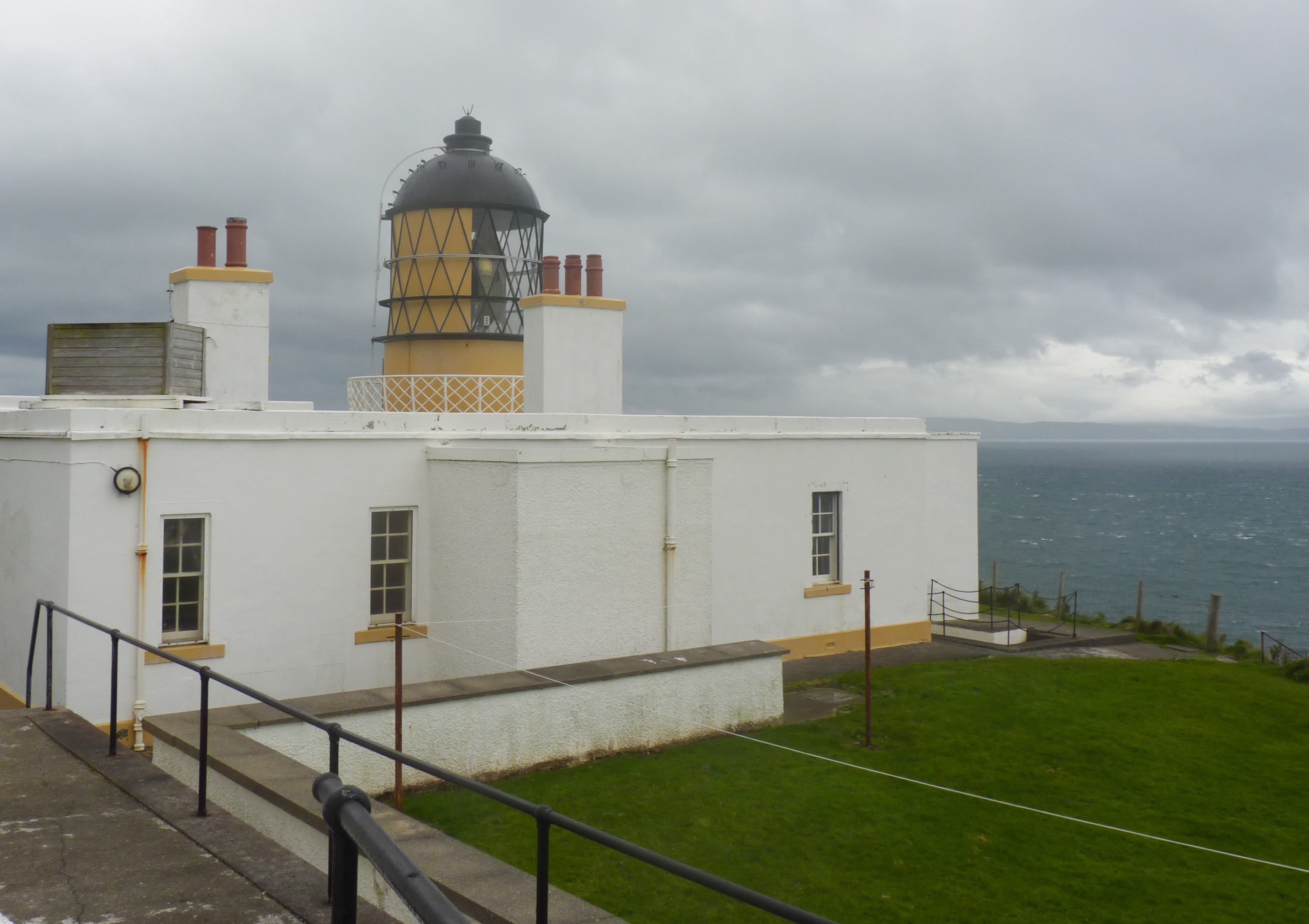
Маяк Малл-оф-Кінтайр (на близькій відстані)
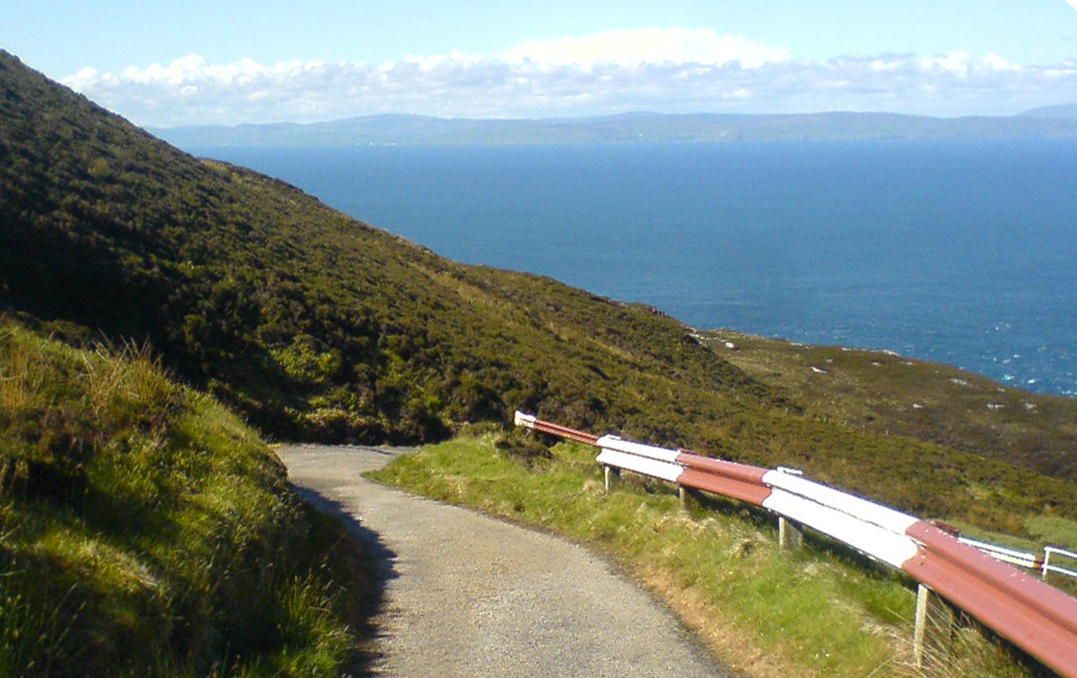
Краєвид ірландського берега Антріма у сонячний день з мису
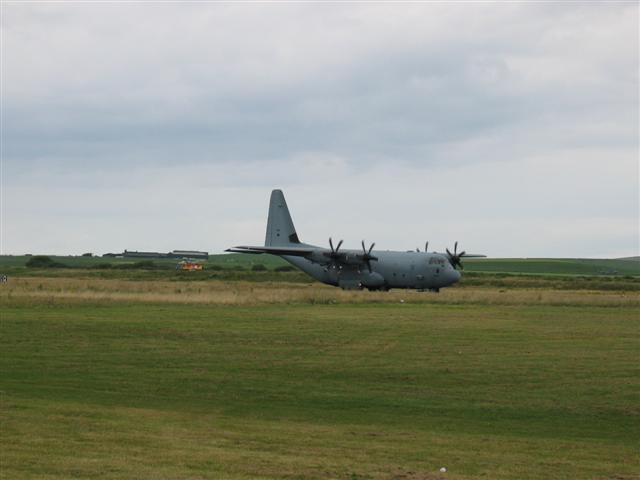
Летовище Мачріганіш на Малл-оф-Кінтайрі
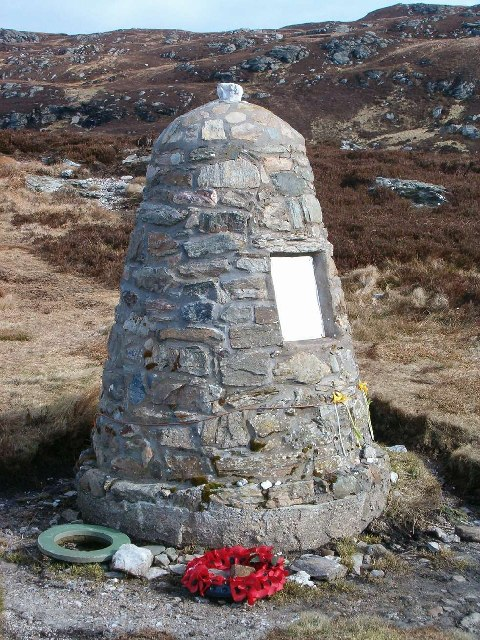
Меморіал загиблим в авіакатастрофі 1994 року на мисі Малл-оф-Кінтайр
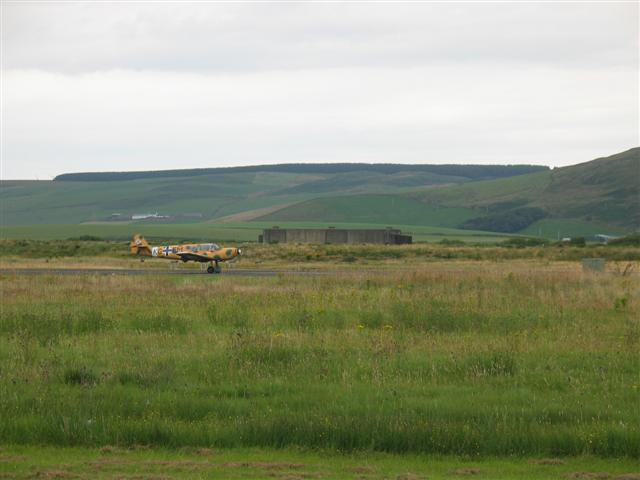
Спортивний літак Bf 108 «Тайфун» сідає на злітну смугу летовища Мачріганіш
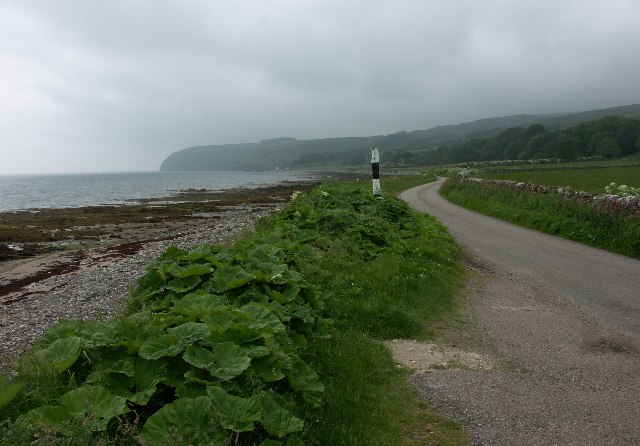
Дорога на східному узбережжі мису
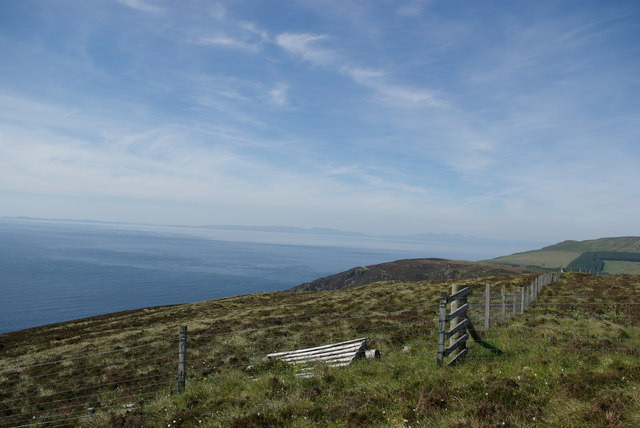
Краєвид Малл-оф-Кінтайр